# Tramwaje w Gubinie
Tramwaje w Gubinie – system komunikacji tramwajowej działający w Gubinie w latach 1904–1938.
Głównym powodem powstania komunikacji tramwajowej w Gubinie była spora odległość ze śródmieścia do stacji kolejowej, a sprzyjała temu okoliczność budowy miejskiej elektrowni. Linię tramwajową, która miała 2442 m długości i przebiegała ulicami Bahnhofsberg - most nad torami - Bahnhofstraße - Frankfurter Straße - most na Nysie - Klosterstraße (ul. Westerplatte - plac przed farą) - Herenstraße (ul. Zygmunta Starego) - Königstraße (ul. 3 Maja obok Baszty Ostrowskiej) - Zindelplatz (ul. Obrońców Pokoju) - Lubststraße (ul. Wyspiańskiego) do mostu nad Lubszą, otwarto 24 lutego 1904 roku. Przed I wojną światową planowano przedłużenie linii z mostu nad Lubszą do skrzyżowania ul. Lubelskiej i Kaliskiej (a nawet cmentarza wschodniego - Ostfriedhof), oraz budowę odgałęzienia ulicy 3 Maja, Rycerską, Platanową do skrzyżowania z ulicą Tobruk (na północ w kierunku obecnego dworca kolejowego). Jednak późniejsza wojna przekreśliła na zawsze realizację planów. Dosiadać się do gubińskich tramwajów można było w dowolnych miejscach, jednak wysiadanie było dozwolone tylko na przystankach, których było 16, w odległości średnio co 175 metrów.
Z czasem miejscy rajcy zaczęli podzielać pogląd, iż autobus jest bardziej przyszłościowym środkiem transportu w mieście wielkości Gubina. Wkrótce też linia tramwajowa zaczęła być dublowana przez nową linię autobusową do Kloster Vorstadt. 8 czerwca 1938 roku ostatni raz na ulice Gubina wyjechał tramwaj.
Do dzisiaj zachował się odcinek torów przy moście oraz dobrze widoczne ślady po torowisku wraz z mijanką.

## Linki zewnętrzne

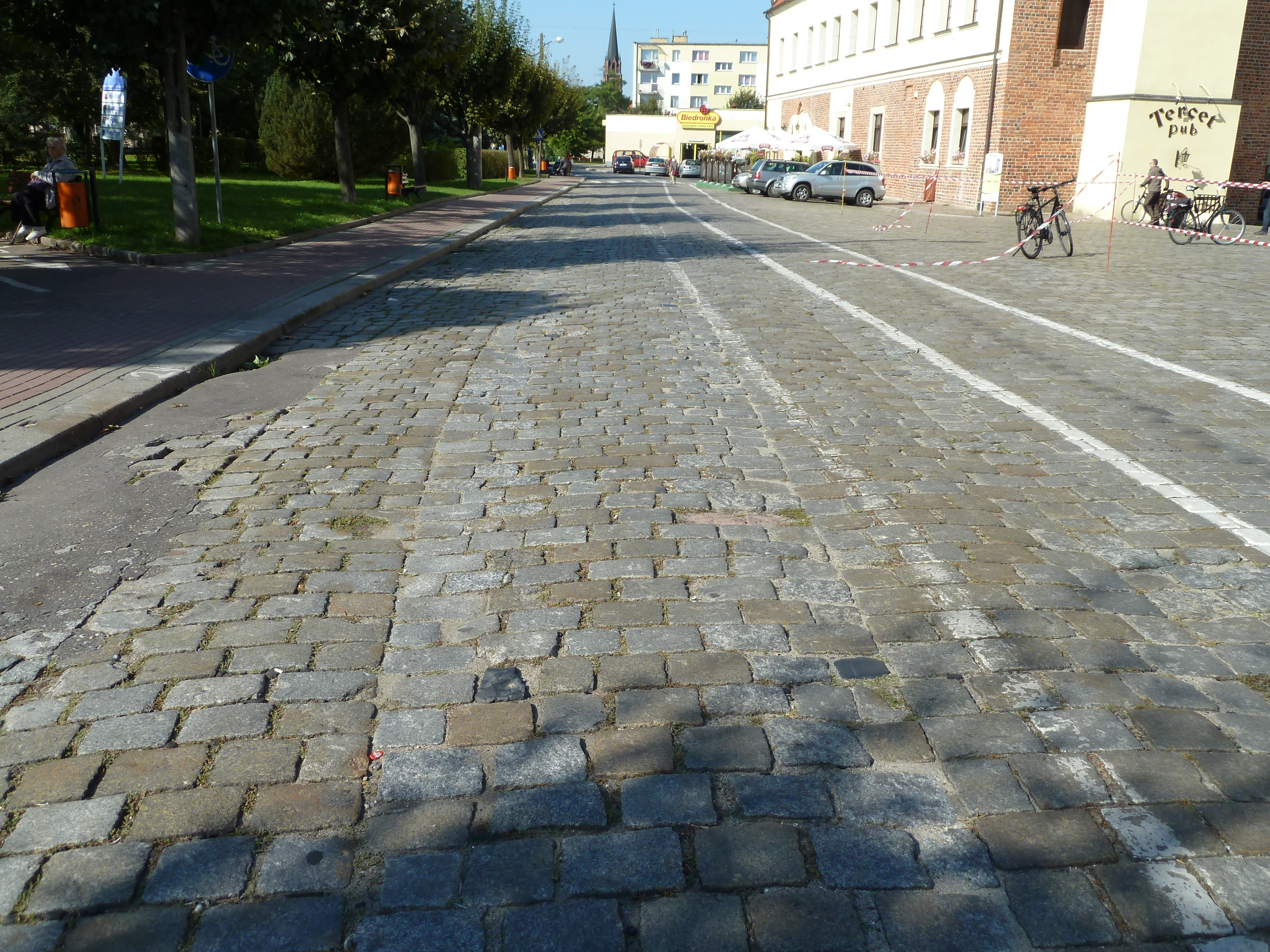
Ślady szyn w Gubinie